# Kazuya Murata
Kazuya Murata (japanisch 村田 和哉 Murata Kazuya; * 7. Oktober 1988 in Moriyama) ist ein ehemaliger japanischer Fußballspieler.

## Karriere
Murata erlernte das Fußballspielen in der Schulmannschaft der Yasu High School und der Universitätsmannschaft der Osaka University of Health and Sport Sciences. Seinen ersten Vertrag unterschrieb er 2011 bei Cerezo Osaka. Der Verein spielte in der höchsten Liga des Landes, der J1 League. Für den Verein absolvierte er 19 Erstligaspiele. 2013 wechselte er zum Ligakonkurrenten Shimizu S-Pulse. Am Ende der Saison 2015 stieg der Verein in die zweite Liga ab. 2016 wurde er mit dem Verein Vizemeister der zweiten Liga und stieg direkt wieder in die erste Liga auf. Für den Verein absolvierte er 129 Ligaspiele. 2019 wechselte er zum Zweitligisten Kashiwa Reysol. Im Juli 2019 wechselte er auf Leihbasis zum Ligakonkurrenten Avispa Fukuoka nach Fukuoka. Die Saison 2020 wechselte er wieder auf Leihbasis zum ebenfalls in der ersten Liga spielenden Renofa Yamaguchi FC. Im Januar 2021 kehrte er zu Reysol zurück.
Am 1. Februar 2021 beendete Murata seine Karriere als Fußballspieler.